# Nordkoreanische Flüchtlinge in Südkorea
2016 lebten etwa 29.000 nordkoreanische Flüchtlinge in Südkorea. Deren Integration gestaltet sich als Herausforderung für die südkoreanische Regierung und Gesellschaft. So sind nordkoreanische Flüchtlinge oft physisch nicht so gesund wie Südkoreaner, zudem leiden viele an einer posttraumatischen Belastungsstörung oder unter Vorurteilen. Das hat hohe Schulabbruchraten und hohe Jugendarbeitslosigkeit zur Folge.

## Begriffe
Während im deutschsprachigen Raum in der Regel von nordkoreanischen Flüchtlingen gesprochen wird, ist in englischsprachigen Medien der Begriff North Korean defector „Nordkoreanischer Überläufer“ weit verbreitet. Zunehmend wird jedoch der Begriff North Korean refugee „Nordkoreanischer Flüchtling“ verwendet. Eine weitere Variation ist North Korean resettler „Nordkoreanischer Aussiedler.“
In Südkorea werden seit Ende der 1990er vorwiegend die Begriffe 북한이탈주민 Bukhanitaljumin und 탈북자 Talbukja „Person, die aus Nordkorea floh“ verwendet.

## Fluchtrouten nach Südkorea

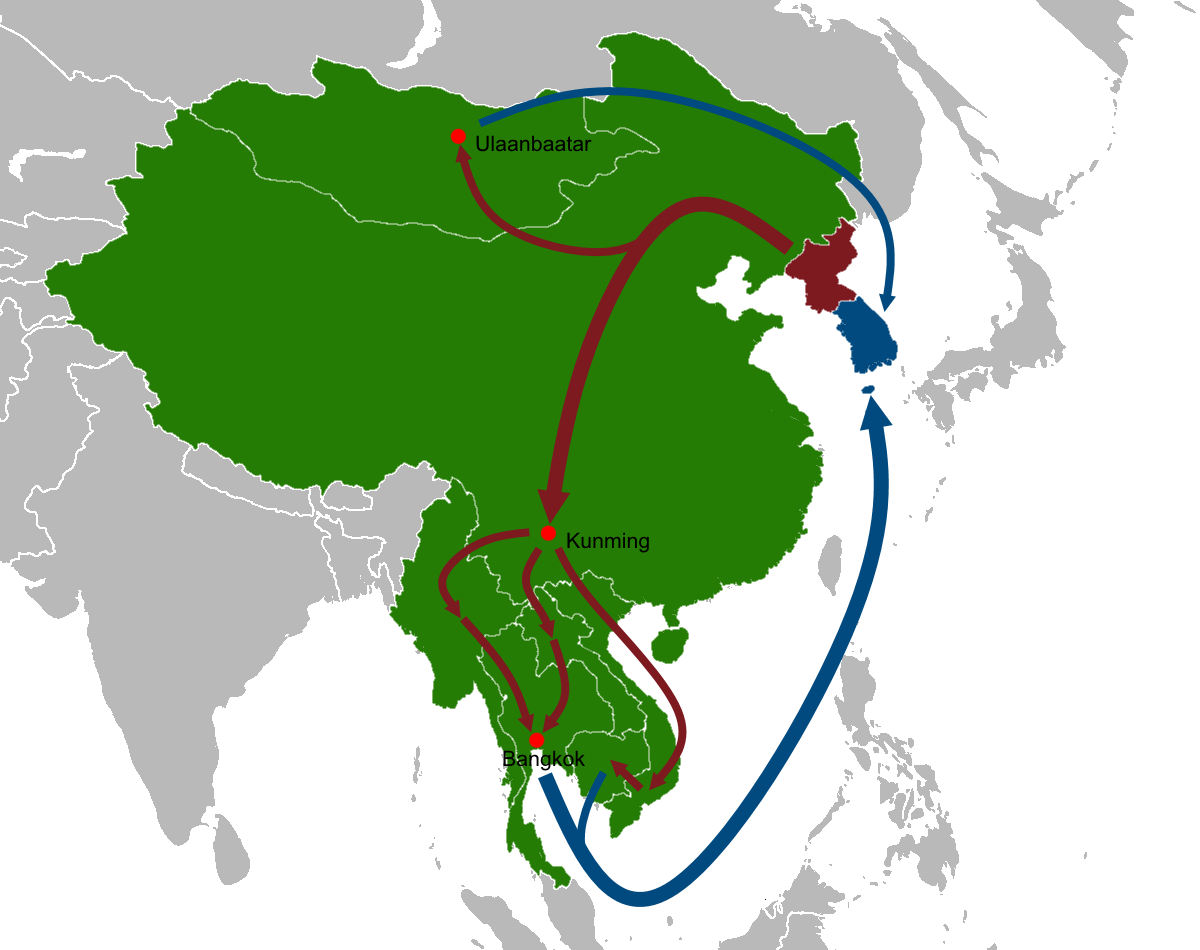
Einige Routen von Nordkorea nach Südkorea über Transitländer.

Auf dem Weg nach Südkorea ist China in der Regel ein Transitland für nordkoreanische Flüchtlinge. Die nordkoreanisch-chinesische Grenze verläuft entlang der Flüsse Amnok und Tuman. Beide Flüsse entspringen dem 2750 m hohen Berg Paektu, durch den ebenfalls die Grenze verläuft.
Die chinesische Regierung betrachtet die Flüchtlinge mittlerweile als illegale Immigranten, die aus wirtschaftlichen Gründen fliehen und nicht aufgrund von Verfolgung. Die Anerkennung des Flüchtlingsstatus wird verweigert, obwohl die Vertreter Chinas die Genfer Flüchtlingskonvention unterschrieben haben. China habe aber im Blick, dass Nordkorea nicht zu den Unterzeichnerstaaten gehört, und sieht sich deshalb in der Pflicht, die Flüchtlinge unter Berufung auf diverse Abkommen mit Nordkorea zurückzuschicken.
Früher hielten sich die Nordkoreaner vor allem im Nordosten Chinas auf, wo auch ethnische Koreaner einen Großteil der Bevölkerung stellen (siehe Yanbian). Ab den Nullerjahren verteilten sie sich jedoch auch auf andere Regionen wie Peking, Qingdao, Shanghai und die tibetische Region.
In China können sie nicht auf legalem Wege Flüchtlingsschutz in Südkorea suchen, weshalb sie meist über Drittländer weiter fliehen müssen. Dies kann durch die Hilfe eines Vermittlers passieren, der die Personen nach Südkorea schmuggelt. Nordkoreaner, die sich den Behörden in Südkorea stellen, bekommen als Flüchtlinge finanzielle Hilfe zugesprochen.
In China befinden sich evangelikale Missionarsgruppen, die sich um die nordkoreanischen Flüchtlinge kümmern. Dies ist auch ein Grund, warum so viele nordkoreanische Flüchtlinge zum Christentum konvertieren. Nach Ju Hui Judy Han stellt die Flucht aus Nordkorea in den Augen christlicher Missionare keine Erlösung dar, wenn die Flüchtlinge nicht zum Christentum konvertieren. Um die Flüchtlinge zu retten, sind häufig Bestechungsgelder notwendig, wie die Bezahlung von Schleppern und Schmugglern. Dies wird als sehr kritisch betrachtet, da diese Gruppen dadurch unterstützt werden. Weiterhin locken Broker auch damit Nordkoreaner in China nach Südkorea, dass sie diese kurzzeitig in den Süden bringen, wo sie Geld bekommen würden und danach zurückkehren können. Allerdings lässt die südkoreanischen Regierung die Menschen nicht ohne Weiteres zurück in den Norden, da es keine rechtlichen Wege unter der aktuellen Gesetzeslage dazu gebe.

## Fluchtgründe
Einhergehend mit der Hungersnot in den 1990er Jahren in Nordkorea bildete sich ein Schwarzmarkt (장마당 Jangmadang), da das Wirtschaftssystem des Landes nicht mehr funktionierte. Daraus resultierte, dass die Regierung auch die Kontrolle über den Informationsfluss nach innen und außen verlor. Auf dem Schwarzmarkt werden DVDs, CDs, USB-Sticks und Weiteres gehandelt. 2006 sollen 350.000 DVD-Player aus China importiert worden sein. Durch Manipulation der Geräte ist zudem der Empfang ausländischer Fernseh- und Radiosender möglich. Wie in ganz Asien sind auch in Nordkorea südkoreanische Fernsehdramen beliebt. Durch die Informationen erfahren Nordkoreaner auch von der überlegenen ökonomischen Stellung Südkoreas.
Für die Flüchtlinge der letzten 20 Jahre waren die Hauptgründe, die zur Flucht bewogen, die Schwierigkeit, in Nordkorea zu überleben, und die Angst vor Bestrafung.
Nach einer Umfrage der Korea Hana Foundation war 2001 noch der Hauptgrund für die Flucht „finanzielle Schwierigkeiten und Hunger“ mit 66,7 %. Doch 2016 betrug dieser Wert nur noch 12 %. Stattdessen stieg der Grund „Sehnsucht nach Freiheit“ von 9,6 % auf 34,8 % im gleichen Zeitraum. Aus diesen Zahlen wird gefolgert, dass mehr Menschen flüchten, um ihre Lebensqualität zu verbessern, und nicht mehr, um zu überleben. 2001 sagten nur 19,4 % der befragten Flüchtlinge, ihr Einkommen in Nordkorea sei „genügend“ gewesen. Fünfzehn Jahre später betrug dieser Wert 55,9 %. Des Weiteren stiegen die politisch motivierten Fluchten an: von 6,2 % im Jahr 2001 auf 17,5 % im Jahr 2016.

## Resettlement-Programm
Der südkoreanischen Verfassung nach sind nordkoreanische Flüchtlinge südkoreanische Staatsbürger. Die südkoreanische Regierung rückte nie von ihrem Alleinvertretungsanspruch ab und sieht sich als einzig legitime Autorität Koreas. Demnach erhalten sie kurz nach ihrer Ankunft in Südkorea auch südkoreanische Dokumente. Jeder nordkoreanische Flüchtling erhielt nach dem Gesetz von 1962, das 1978 überarbeitet wurde, ein Hilfspaket. Überläufer, die besonders wertvolle Informationen lieferten, konnten zusätzlich Preise erhalten. Diese konnten sehr großzügig sein, in der Höhe von mehreren Jahresgehältern eines durchschnittlich verdienenden Südkoreaners. Bis 1997 waren die Auszahlungen in Gold anstatt Won festgesetzt, da Überläufer gegebenenfalls wenig Vertrauen in die Stabilität von Papierwährungen hätten. Doch auch ohne diese Preise waren die staatlichen Sozialzahlungen an die nordkoreanischen Flüchtlinge ausreichend für ein komfortables Leben. Bis zur Regierung von Präsident Roh Moo-hyun erhielten Flüchtlinge etwa 37 Millionen Won. Um diese zu ermuntern, ihr Leben in die eigenen Hände zu nehmen, wurde der Satz jedoch auf 7 bis 13 Millionen Won reduziert. 2016 gab das Wiedervereinigungsministerium bekannt, dass dieser Satz nun nach und nach wieder erhöht werden solle, da das meiste Geld verwendet würde, um Schlepper zu bezahlen. Der südkoreanische Staat stellte außerdem Apartments für die Überläufer bereit. Des Weiteren hatte jeder Überläufer die Möglichkeit, an der südkoreanischen Universität seiner Wahl zu studieren.
Allerdings findet zuvor noch eine formelle Untersuchung statt, um herauszufinden, ob es sich tatsächlich um einen nordkoreanischen Flüchtling handelt. Erwähnenswert ist auch, dass nicht alle Nordkoreaner automatisch Südkoreas Schutz genießen; hat der Flüchtling eine kriminelle Vergangenheit, bekommt er nicht die südkoreanische Staatsbürgerschaft.
Die Flüchtlinge werden nach ihrer Ankunft zunächst vom südkoreanischen Geheimdienst überprüft, vor allem dahingehend, ob sie eine Gefahr darstellen und ob sie tatsächlich aus Nordkorea stammen. Dies kann bis zu sechs Monate dauern. Nach diesem Prozess werden die Flüchtlinge in eine Einrichtung namens Hanawon gebracht. Dort werden sie über zwölf Wochen unterrichtet u. a. in koreanischer Geschichte, Demokratie, Marktwirtschaft und erhalten dabei psychologische Betreuung. Nachdem sie Hanawon verlassen, erhalten sie eine einmalige Eingliederungszahlung und Wohnungszuschuss als auch einen Ansprechpartner, der sie für zwei Jahre unterstützt. Es gibt keine zentralisierte Anlaufstelle, die alle Eingliederungsprogramme steuert. Stattdessen sind die Hilfsmaßnahmen auf einzelne Ministerien und Regierungsorganisationen verteilt.
Die Angehörigen der chinesischen Minderheit in Nordkorea (hwagyo), wenige tausende Personen, erhalten dort Ausweise mit dem Vermerk chinesischer „Nationalität.“ Ethnische Chinesen (Hwagyo) aus dem Norden oder solche, die in China lebten, aber koreanische Papiere haben (jogyo), die als Republikflüchtige nach Südkorea gelangen, werden dort als chinesische Bürger betrachtet, ohne aber Anspruch auf diese Staatsangehörigkeit zu haben, sie sind effektiv Staatenlose.
| Einrichtung                                 | Hauptaufgaben |
| ------------------------------------------- | --- |
| Ministry of Unification                     | Hanawon, Wohnungszuteilung, resettlement payment, family registration, Korea Hana Foundation, Hana Center                         |
| National Police Agency                      | Schutz (für sechs Monate) |
| Ministry of Education                       | National Center for Multi-cultural Education, alternative Schulen, preferential admission programs, Studiengebühren-Unterstützung |
| Ministry of Employment and Labor            | berufliche Ausbildung, Management der ausbildenden Agenturen, Arbeitnehmerschutz                                                  |
| Ministry of Health and Welfare              | Sozialversicherung, medizinische Versorgung                                                                                       |
| Ministry of Gender Equality and Family      | Migrant Youth Foundation |
| Municipal and Provincial Authorities        | residential protection, certificate issuance, and other administrative assistance                                                 |
| Quelle: Sung Jiyoung & Go Myong-Hyun, 2014. | |

## Geschichte
Von 1910 bis zum Ende des Zweiten Weltkriegs 1945 stand Korea unter japanischer Herrschaft. In der Folge wurde Korea am 38. Breitengrad in eine sowjetische Besatzungszone im Norden und eine amerikanische Besatzungszone im Süden geteilt. Etwa zwei Drittel der Bevölkerung Koreas lebten innerhalb der amerikanischen Besatzungszone, die Industriezentren und Ressourcen befanden sich im Norden. Dies trug auch zur anfänglichen wirtschaftlichen Überlegenheit des Nordens bei. Dennoch migrierte bis zur Gründung der Staaten Nord- und Südkorea im Jahr 1948 ein Drittel der Bevölkerung aus dem Norden in den Süden. Dies waren Zwangsarbeiter und politisch Verfolgte, wie Landbesitzer, Geschäftsleute und politische Gegner von Kim Il-sung. Aus dem Süden siedelten im gleichen Zeitraum nur etwa 4.000 Menschen in den Norden über, meist aus politischer Überzeugung. Von 1950 bis 1953 befanden sich die beiden Länder im Krieg. Danach wurde die demilitarisierte Zone errichtet. 1953 kam es nach dem Waffenstillstand, der faktisch bis heute besteht, zu Gefangenenaustauschen. Bis in die 1990er Jahre waren die Flüchtlingszahlen aus Nord- nach Südkorea vergleichsweise gering, zum einen aufgrund der Grenzkontrollen, zum anderen wegen der ökonomischen Stärke. Es waren jährlich zwischen fünf und zehn Personen aus der nordkoreanischen Elite, die dem Süden wertvolle Informationen liefern konnten. Außerdem setzte die Regierung im Süden diese Flüchtlinge zu Propagandazwecken ein. 1991 löste sich die Sowjetunion auf und von 1994 bis 1998 kam es zur großen Hungersnot in Nordkorea. Diese Lage führte zu größerer Handels- und Reisefreiheit für Nordkoreaner und die Flüchtlingszahlen in den Süden stiegen stark an. Die wirtschaftliche Liberalisierung der Volksrepublik China seit 1978 und der Zusammenbruch der Grenzkontrollen ermöglichten die Flucht vor allem für Menschen aus den Grenzregionen, die stark von der Hungersnot betroffen waren. China begegnete den nordkoreanischen Flüchtlingen anfangs positiv, da viele Chinesen zur Zeit der Kulturrevolution in Nordkorea Zuflucht fanden.
Durch die Veränderung der Flüchtlingsdemografie veränderte sich auch die Haltung der südkoreanischen Regierung. Als noch wenige Flüchtlinge der nordkoreanischen Elite kamen, ermunterte die Regierung Südkoreas Nordkoreaner zur Flucht. Als jedoch vermehrt verarmte Bevölkerungsgruppen kamen, die sich schlechter integrierten, wandte sich die südkoreanische Regierung von dieser Politik ab und ermunterte nicht mehr zur Flucht. Anfang Oktober 2016 ermunterte die südkoreanische Präsidentin Park Geun-hye jedoch Nordkoreaner zur Flucht. Die Oppositionspolitiker kritisierten Park für ihre Rede, sie könne das nordkoreanische Regime provozieren.
| Kriterium/Jahr                               | bis 1998 | bis 2001 | 2002  | 2003  | 2004  | 2005  | 2006  | 2007  | 2008  | 2009  | 2010  | 2011  | 2012  | 2013  | 2014  | 2015  | 2016 (vorl.) | Gesamt |
| -------------------------------------------- | -------- | -------- | ----- | ----- | ----- | ----- | ----- | ----- | ----- | ----- | ----- | ----- | ----- | ----- | ----- | ----- | ------------ | ------ |
| Männlich                                     | 831      | 565      | 510   | 474   | 626   | 424   | 515   | 573   | 608   | 662   | 591   | 795   | 404   | 369   | 305   | 251   | 213          | 8.716  |
| Weiblich                                     | 116      | 478      | 632   | 811   | 1.272 | 960   | 1.513 | 1.981 | 2.195 | 2.252 | 1.811 | 1.911 | 1.098 | 1.145 | 1.092 | 1.024 | 823          | 21.114 |
| Gesamt                                       | 947      | 1.043    | 1.142 | 1.285 | 1.898 | 1.384 | 2.028 | 2.554 | 2.803 | 2.914 | 2.402 | 2.706 | 1.502 | 1.514 | 1.397 | 1.275 | 1.036        | 29.830 |
| Frauenanteil                                 | 12 %     | 46 %     | 55 %  | 63 %  | 67 %  | 69 %  | 75 %  | 78 %  | 78 %  | 77 %  | 75 %  | 70 %  | 72 %  | 76 %  | 78 %  | 80 %  | 80 %         | 71 %   |
| Quelle: Wiedervereinigungsministerium, 2016. |          |          |       |       |       |       |       |       |       |       |       |       |       |       |       |       |              |        |

Waren anfangs unter den wenigen Flüchtlingen der Elite vor allem Männer, sind mittlerweile etwa 80 % aller Flüchtlinge Frauen. Das Wiedervereinigungsministerium begründet das damit, dass Frauen relativ mehr Freiheiten haben, sich innerhalb des Landes zu bewegen. Wenn Männer nicht am Arbeitsplatz erscheinen, wird nach ihnen gesucht. Frauen sind jedoch befreit von solchen Verpflichtungen und können relativ einfach die Grenze zu China überqueren. Männer absolvieren über zehn Jahre ihren Militärdienst.
Mehr als 50 % der Flüchtlinge stammen aus der Provinz Nord-Hamgyŏng, die direkt an der chinesischen Grenze liegt.

## Herausforderungen bei der Integration

### Sprache
Die Kommunikation stellt für viele Aussiedler aus Nordkorea anfangs ein Problem dar. In den Jahren der Teilung hat sich die koreanische Sprache in den beiden Ländern unterschiedlich entwickelt. Während das Südkoreanische durchsetzt ist von Anglizismen, sind diese dem Nordkoreanischen fremd. Es existieren aber auch diverse Gruppen, die sich dafür einsetzen, Nordkoreanern den Einstieg in Südkorea zu erleichtern. So wurde die Smartphone-App Univoca (글동무 Geuldongmu) programmiert, mit der man südkoreanische Texte fotografieren kann und diese schließlich ins Nordkoreanische „übersetzt“ werden.

### Physische Unterschiede zwischen nordkoreanischen Flüchtlingen und Südkoreanern
Nordkoreanische Flüchtlingskinder sind i. d. R. kleiner als ihre südkoreanischen Altersgenossen und wiegen weniger. Eine Studie von Pak (2010) unter 1406 nordkoreanischen Flüchtlingskindern zeigt, dass nordkoreanische Jungen durchschnittlich 10,1 cm und Mädchen 7,2 cm kleiner als südkoreanische Kinder in diesem Alter waren. In Sachen Gewicht waren Jungen 11,1 kg und Mädchen 3,8 kg leichter. Zudem setzte aufgrund von Mangelernährung die Pubertät erst später ein. Außerdem zeigte sich in der Studie, dass die Körpergröße abhängig ist von dem Alter, in dem die Person flüchtet. Je früher die Flucht, desto größer wird das Kind. Allerdings sei die Ernährung vieler Flüchtlingskinder auch in Südkorea nicht gut.

### Schulabbruch und Arbeitslosigkeit
Die Beschäftigungsquote der nordkoreanischen Flüchtlinge stieg von 36,9 % (2007) auf 54,6 % (2016).
Viele Flüchtlinge sollen auch vorsätzlich arbeitslos bleiben, da sie häufig mehr Geld durch das Wohlfahrtssystem als durch Arbeit bekommen. Weibliche Flüchtlinge arbeiten bspw. meist in Restaurants und erhalten dann auch meist den Mindestlohn. Männer hingegen arbeiten meist als Arbeitskräfte in Vollzeit und erhalten ein höheres Einkommen.

### Vorurteile
Nordkoreanische Flüchtlinge haben in Südkorea auch mit Vorurteilen und Diskriminierung zu kämpfen. Nach Ju Hui Judy Han von der University of Toronto gebe es in Südkorea die Auffassung, dass alle nordkoreanischen Frauen auf ihrer Flucht Opfer der „unmoralischen“ Sexindustrie wurden, und dies werfe ein kulturelles Stigma auf die Frauen. Außerdem gelten nordkoreanische Frauen als weniger verdorben durch Statussymbole und Feminismus und auch als hübscher. Dies führe zu einer Fetischisierung nordkoreanischer Frauen in Südkorea.
In Südkorea erhalten nordkoreanische Flüchtlinge einen südkoreanischen Personalausweis (주민등록증 Jumin Deungnok Jeung). Es gibt keine rechtliche Unterscheidung zwischen Süd- und Nordkoreanern. Diese zeigt auch eine dreizehnstellige Registrierungsnummer. Die zweite und dritte Ziffer der letzten sieben Ziffern geben Aufschluss über den Ort der Registrierung. Früher war es für nordkoreanische Flüchtlinge die Nummer der Stadt Anseong, 25. So konnten die Flüchtlinge identifiziert werden und Menschen, die in Ansung registriert oder gar geboren wurden, hatten mit anti-nördlichen Vorurteilen zu kämpfen. Dazu gehörten Schwierigkeiten, einen Arbeitsplatz zu finden oder ein Visum für China zu erhalten. Im Juni 2007 wurden die Registrierungsregelung jedoch geändert und die Nummern zeigen nun den Code für den ersten Wohnort der Flüchtlinge, nachdem sie Hanawon verlassen haben. Ein Vertreter der südkoreanischen Botschaft in Ottawa teilte mit, dass das Gesetz 2010 so verändert wurde, dass es durch Personalausweise nicht mehr möglich sei, festzustellen, ob eine Person ein nordkoreanischer Flüchtling sei.

## Filme
Auch Filme befassen sich mit der Situation nordkoreanischer Flüchtlinge in Südkorea. Vor allem zu nennen sie hier der Film The Journals of Musan (2011) von Park Jung-bum. Dieser basiert auf dem Leben eines Freundes des Regisseurs Park Jung-bum, des nordkoreanischen Flüchtlings Jeon Seung-chul. Es schildert sein Leben in Südkorea und die Schwierigkeiten, einen Job zu finden, Diskriminierung, Armut. Der Film erhielt zahlreiche Auszeichnungen auf diversen Filmfestspielen. Der 2008 erschienene Film Crossing von Kim Tae-gyun befasst sich mit der Flucht eines Nordkoreaners nach Südkorea, der dort jedoch eher zufällig landet, nachdem er in China Medikamente für seine kranke Frau beschaffen wollte.
- 크로싱 „Crossing“. Regie: Kim Tae-gyun. ROK 2008.
- 무산일기 Musan Ilgi „The Journals of Musan“. Regie: Park Jung-bum. ROK 2011.

## Fernsehsendungen
Seit 2011 widmen sich vermehrt Fernsehsender nordkoreanischen Flüchtlingen. In diesem Jahr wurden die Sendeanstalten Channel A und TV Chosun gegründet, die provokative Themen suchten, um Zuschauerzuspruch zu erlangen. Channel A etablierte das Format Now On My Way to Meet You (이제 만나러 갑니다 Ije Mannareo Gamnida), in dem weibliche Flüchtlinge über Mode, Schönheit und Musik sprechen. Ein Ziel der Sendung sei es, das Vorurteil auszuräumen, Nordkoreanerinnen hätten kein Modebewusstsein. Zur frühen Besetzung zählten Park Yeonmi, Lee Hyeonseo und Kim Eunsun, die durch ihre Biografien, Vorträge und Auftritte international Bekanntheit erlangten und als Menschenrechtsaktivistinnen aktiv sind.
Aufgrund des Erfolges der Sendung folgten weitere Formate: Love Reunification: Namnam Bungnyeo (애정통일 남남북녀, TV Chosun), Jalsarabose (잘살아보세, Channel A) und Moranbong Club (만나면 흥하리! 모란봉클럽, TV Chosun). Diese Sendungen zeigen ein Bild abseits der Politik und Drohungen, doch Kritiker behaupten, sie würden Falschbehauptungen verbreiten und mit Vorurteilen spielen. Den Sendern wird vorgeworfen, dass die Informationen der Flüchtlinge falsch seien oder die Geschichten übertrieben werden, um den Unterhaltungswert zu erhöhen.